# Daubenschale

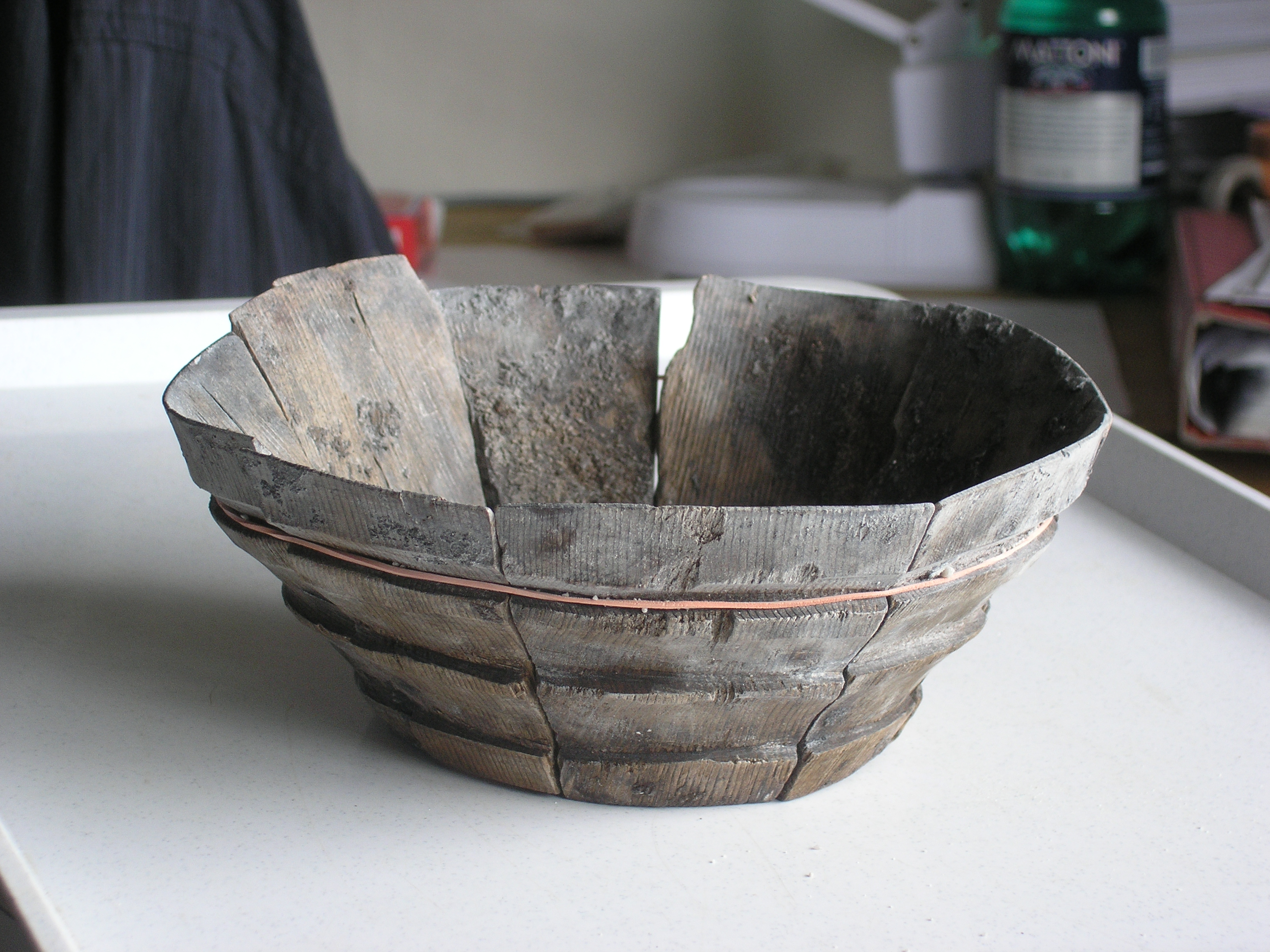
Daubenschale (Plzeň, 15. Jahrhundert). Ein weitestgehend ähnliches Daubengefäß aus dem 13. Jahrhundert wurde in Würzburg in einer Abfallgrube im Bereich der dortigen Neubaustraße gefunden (Mainfränkisches Museum, Inventarnummer 35237)

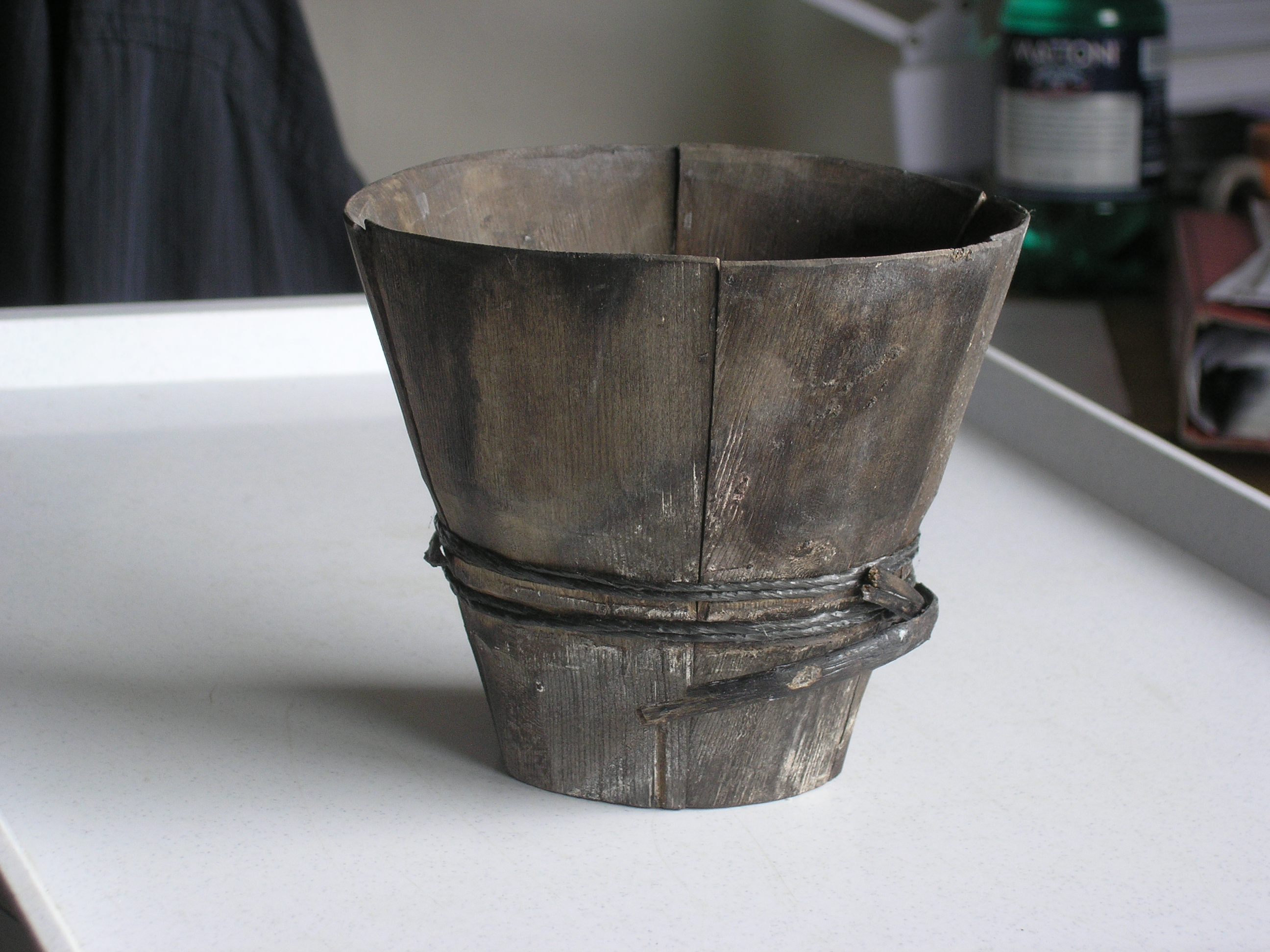
Daubenbecher mit erhaltenem Rest vom Rutenverschluss (Plzeň, 15.–16. Jahrhundert)

Eine Daubenschale ist wie ein Daubenbecher ein aus Holzdauben gefertigtes Gefäß, das mit Birken- oder Weidenruten (bzw. auch durch Holzbänder oder Metallreifen) verbunden ist. Daubenschalen waren vermutlich im Mittelalter die am weitesten verbreitete Art von einfachen Trinkgefäßen und Schalen.
Ihre Herstellung ähnelt dem Böttchern eines Holzeimers, bei der aus mehreren aneinander angepassten, rechteckig bis trapezförmig ausgeführten dünnen Holzplättchen und einem runden Boden mittels Ruten oder Bänder ein Holzgefäß hergestellt wird. Dieses dichtet sich bei einer ausreichend häufigen Benutzung oder Wässerung durch das Aufquellen des Holzes selbst ab.

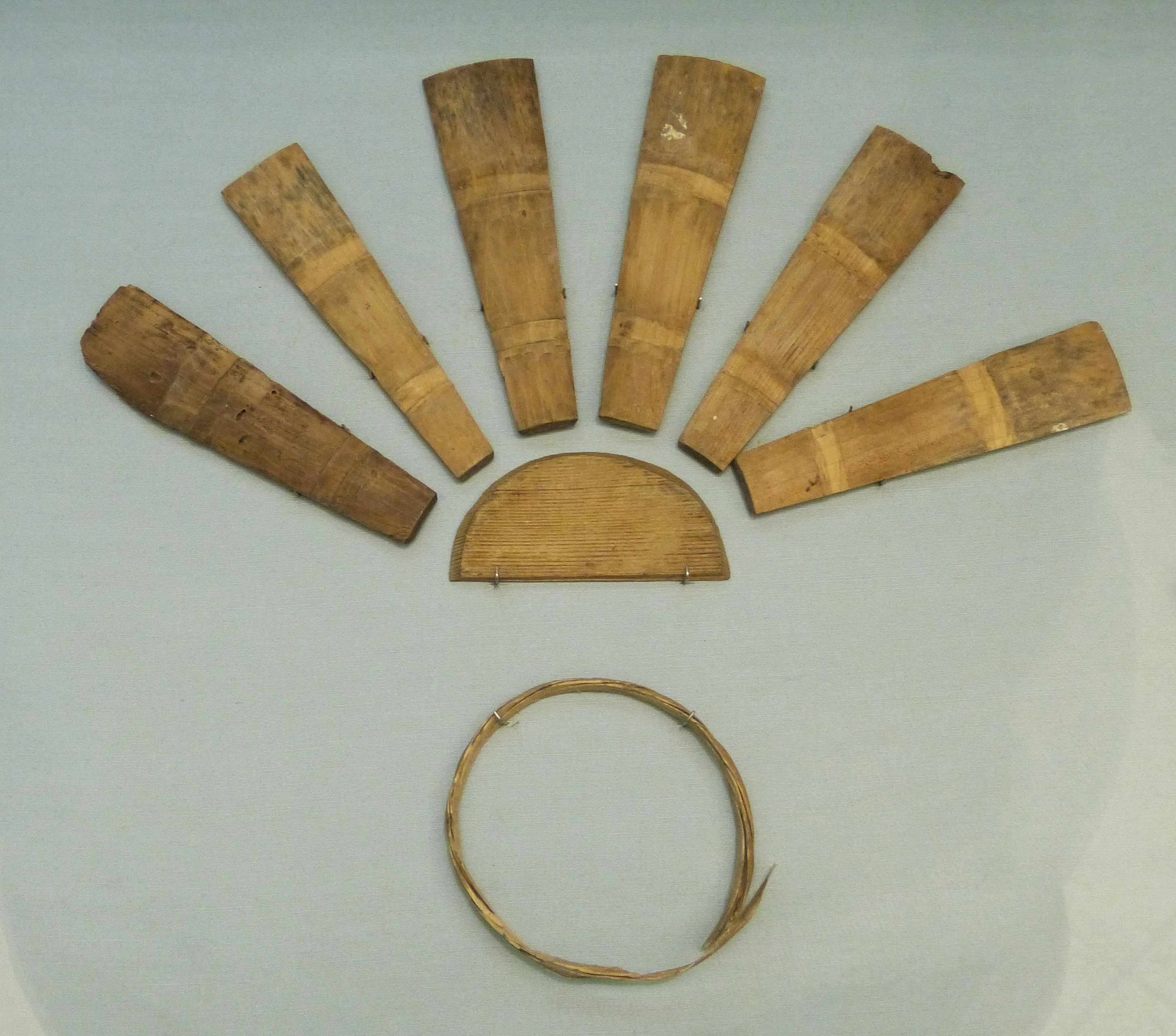
Einzelteile eines Daubenbechers
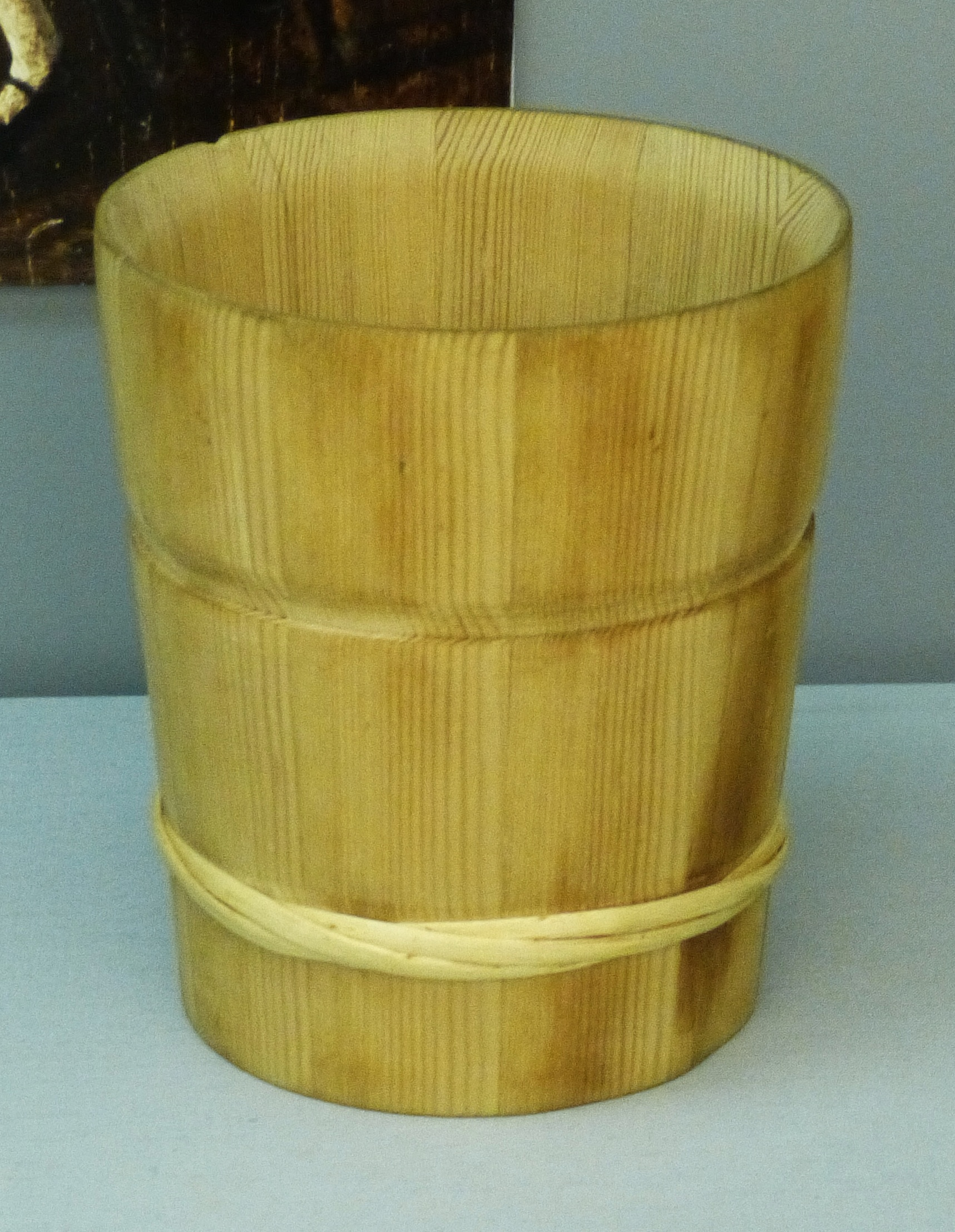
Rekonstruktion eines Daubenbechers